# Karl Baumann (Pädagoge)
Karl Wilhelm Baumann (* 19. April 1896 in Frankfurt am Main; † 1957) war ein deutscher Pädagoge und Professor für die Didaktik der Naturwissenschaften und Mathematik an der Pädagogischen Akademie Bonn.

## Leben
Als Sohn eines Küfermeisters und Weinhändlers geboren, legte er 1914 am Frankfurter Kaiser-Friedrichs-Gymnasium das Abitur ab. Darauf diente er im Ersten Weltkrieg, zuletzt als Leutnant der Reserve. Von 1917 bis 1921 studierte er an der Frankfurter Universität Mathematik und Naturwissenschaften bis zum I. Staatsexamen. 1925 promovierte er dort in Chemie. Von 1926 bis 1930 unterrichtete er in Frankfurt, dann ging er an die Pädagogische Akademie Bonn, um Didaktik der Mathematik und Naturwissenschaften zu lehren. Im November 1933 unterzeichnete er das Bekenntnis der deutschen Professoren zu Adolf Hitler. Im selben Jahr schloss er sich der SS an, in der er es 1938 zum SS-Oberscharführer brachte. Nach der Schließung von Bonn 1937 war er an den Hochschulen für Lehrerbildung Koblenz und Saarbrücken. Am 29. Mai 1937 beantragte er die Aufnahme in die NSDAP und wurde rückwirkend zum 1. Mai desselben Jahres aufgenommen (Mitgliedsnummer 5.200.813). Nach 1945 unterrichtete er bis 1957 an Frankfurter Gymnasien.

## Schriften
- Die Oberflächenspannung des Quecksilbers – die Methode der Tropfengewichte, Frankfurt am Main 1926 (= Diss. 1925)
- Physik- und Chemie-Unterricht in der Volksschule, Schöningh, Paderborn 1933 (3. Aufl. 1951)